# 高原淳
高原 淳（たかはら あつし、1955年 - ）は、日本の高分子科学者。工学博士。九州大学主幹教授。

## 略歴
- 1955年 長崎県生まれ
- 1974年 福岡県立修猷館高等学校卒業
- 1978年 九州大学工学部応用化学科卒業
- 1983年 九州大学大学院工学研究科応用化学専攻博士後期課程修了 工学博士(九州大学)
- 1983年 九州大学工学部助手
- 1985年 九州大学工学部助教授
- 1988年-1989年  米国ウィスコンシン大学マディソン校 化学工学科客員研究員
- 1999年 九州大学有機化学基礎研究センター教授
- 2002年-2004年 (独)産業技術総合研究所高分子基盤技術研究センター　主任研究員（併任）
- 2003年 九州大学先導物質化学研究所教授
- 2004年-2007年 日本学術振興会学術システム研究センター研究員（併任）
- 2005年- 日本学術会議会員
- 2006年- 高エネルギー加速器研究機構客員教授
- 2006年- 理化学研究所播磨研究所・客員研究員
- 2007年- 九州大学先導物質化学研究所・副所長
- 2008年- 理化学研究所和光研究所・客員研究員
- 2008年- 高原ソフト界面プロジェクト研究総括
- 2014年- 高分子学会会長

## 受賞歴
- 1993年 繊維学会「櫻田武」記念賞
- 1995年 日本レオロジー学会有功賞
- 1999年 繊維学会賞
- 2003年 高分子学会賞
- 2004年 複合材料界面科学研究会 中前記念賞
- 2011年 第9回産学官連携功労者表彰 経済産業大臣賞
- 2013年 日本レオロジー学会賞

## 主要著書
- 高分子の力学物性（共立出版、1996年）ISBN 978-4320043060 根本紀夫との共著
- 岩波講座現代工学の基礎　高分子材料＜材料系6＞（岩波書店、2000年）ISBN 978-4000109864
- 有機機能材料（東京化学同人、2006年）ISBN 978-4807906109 荒木孝二、明石満らとの共著